# 野口信号所
野口信号所（のぐちしんごうじょ）は、東京都東村山市野口町三丁目（当時は東京都北多摩郡東村山町野口）に存在した西武鉄道村山線の信号場。
現在の東村山 - 西武園間に存在し、当時本線であった村山貯水池駅方面と支線であった西武園駅方面の分岐点として使われた。

## 概要
現在の西武園線が北向きに方向を変える部分に存在した（八国山たいけんの里付近）。
当時の西武園線は後に新宿線の一部となった村山線の一部であり、本来の終着駅ははるか西の多摩湖駅の近くにあった村山貯水池駅であった。しかし、1950年（昭和25年）5月23日に村山競輪場（現在の西武園競輪場）への輸送用として支線を分岐させて臨時駅の西武園駅を作ることになり、その分岐をつかさどる信号所として設置された。
しかし西武鉄道が西武園駅側を重視し始めたこと、同じ場所にいくつも駅があるのは不合理として村山貯水池駅の存在自体が問題視されたこと、さらに西武園側と村山貯水池側の両方に列車を運転する場合に当信号所が追いつかないことから、村山貯水池駅を西武園駅に統合することになった。これにより、1951年（昭和26年）3月1日に村山貯水池駅と運命をともにしてわずか10か月で廃止された。

## 歴史
- 1950年（昭和25年）5月23日：西武園駅への支線開通により開業。
- 1951年（昭和26年）3月1日：村山貯水池駅の廃駅に伴い廃止。

## 廃止後の状況
使用された期間が短かったこともあり、線路端の南側に信号所から出た後の旧線跡が、平たい三角状の犬走りとして残されている以外に痕跡はない。

## 隣の駅
西武鉄道
■村山線
東村山駅 - 野口信号所- 村山貯水池駅

## 参考資料
- 野田正穂「西武鉄道と狭山丘陵開発 —東村山文化園から西武園へ—」（『東村山市史研究』第13号・東村山ふるさと歴史館、2004年3月）
- 運輸省編『西武鉄道（武蔵野鉄道）・昭和19-23年』（運輸省文書）
- 運輸省編『西武鉄道・昭和24-26年』（運輸省文書）